# 樋口美穂子
樋口 美穂子（ひぐち みほこ、1969年5月13日 - ）は、日本のフィギュアスケートコーチ、振付師、元選手（女子シングル）。愛知県出身。名古屋市立前津中学校、中京女子高等学校（現在の至学館高等学校）卒業。

## 来歴
現役時代は山田満知子に師事し、1981年の全日本ジュニア選手権2位、全日本選手権に出場するなどの成績を残した。
1992年アルベールビルオリンピック・銀メダリストの伊藤みどりとは中学校の同級生で、幼少期から伊藤の練習仲間だった。
20歳で現役引退、1990年から名古屋スポーツセンターをホームリンクとする「グランプリ東海フィギュアスケーティングクラブ」で、かつては山田満知子のアシスタントを長年務めていた。山田と共に小岩井久美子、恩田美栄、中野友加里、浅田舞、浅田真央、村上佳菜子、宇野昌磨、松田悠良らを指導していた。
1990年代半ばからは、振付師としても活動を行っており、2008年時点で年間に約70曲を作り、手がけた振り付けは1000を超えたと明かしている。
2022年3月、グランプリ東海フィギュアスケーティングクラブ、山田満知子氏の元から独立し、新たに「LYSフィギュアスケートクラブ」の設立と代表就任を発表。練習拠点は、愛知県内のモリコロパークアイススケート場、邦和スポーツランドで、河辺愛菜の指導をすることが公表されている。
グランプリ東海では、スケートそのものを指導するコーチ、スケート靴の研磨、振付師としてなどの役割なども果たしてきたが、LYSではスペシャリストとともにクラブを作っていく必要があると考え、自身はそのトータルプロデュースができればと考えていると明かしている。

## 主な戦績
| 大会/年              | 1980-81 |
| -------------------- | ------- |
| 全日本ジュニア選手権 | 2       |